# Georges Hubin
Georges Joseph Hubin (Bouvignes-sur-Meuse, 18 maart 1863 - Modave, 30 juli 1947) was een Belgisch socialistisch politicus.

## Levensloop
Hubin was de zoon van een metselaar en bracht zijn jeugd door in Moha. Van beroep was hij steenhouwer, maar hij ging op jonge leeftijd in de politiek. In 1894 werd hij gemeenteraadslid in zijn woonplaats Vierset-Barse, en twee jaar later werd hij er schepen, een mandaat dat hij bleef uitoefenen tot in 1932. Eveneens in 1894 werd hij lid van de provincieraad van de provincie Luik en bleef dit tot in 1898. Dat jaar werd hij volksvertegenwoordiger voor het arrondissement Hoei-Borgworm en bleef dit gedurende ruim 47 jaar tot in 1946.
Georges Hubin was vooral bekend in de Belgische politiek wegens zijn uitgesproken standpunten inzake recht op arbeid, recht op staking en recht op onderwijs. In 1920 werd hij vicevoorzitter van de Hoge Raad van de Arbeid
Hij was een tegenstander van het kolonialisme en een uitgesproken unitarist. Na de verkiezing van August Borms in 1928 in het parlement, een zetel die hij niet kon innemen, kreeg Hubin angst van de opkomende Vlaamse Beweging en sloot zich als tegenreactie aan bij de Waalse Beweging.
Hubin was een fervent voorstander van het militarisme. Vanaf 1912 maakte hij deel uit van de parlementaire onderzoekscommissie voor de invoering van de algemene dienstplicht. In 1920 en in 1936 maakte hij eveneens deel uit van de commissie die belast was met de hervorming van het leger en de nationale defensiepolitiek.
Na het uitbreken van de Eerste Wereldoorlog werd hij op 51-jarige leeftijd oorlogsvrijwilliger bij het Belgische leger waar hij het bracht tot officier. Toen in 1939 de Tweede Wereldoorlog dreigde en Frankrijk zich engageerde om in oorlog te gaan gaf Georges Hubin zich als 76-jarige nog op als vrijwilliger voor het Frans Vreemdelingenlegioen. Hij werd geweigerd maar het jaar nadien tijdens de Achttiendaagse Veldtocht trok hij zijn uniform aan en trok naar Frankrijk tot aan de voet van de Pyreneeën in Les Cabannes. In oktober 1944 keerde hij terug naar België.
In 1945 werd Georges Hubin benoemd tot minister van staat. Hubin nam op 83-jarige leeftijd nog deel aan de verkiezingen van 1946. Hij kreeg slechts de vierde plaats op de lijst en werd niet meer herkozen. Het daaropvolgende jaar stierf hij in zijn woonplaats.
Hij was de vader van Fernand Hubin, die burgemeester van Hoei, volksvertegenwoordiger en senator zou worden. Er bestaan naar hem vernoemde straten in Marchin, in Wanze en in Amay.

## Beeldhouwer
Hubin was eveneens beeldhouwer. Hij had daarvoor een opleiding gevolgd aan de academie van Sint-Jans-Molenbeek. Hij ontwierp en beeldhouwde de monumenten voor de oorlogsslachtoffers van Vierset-Barse, Moha en Marchin.

## Werken
- Nos héros morts pour la patrie : l'épopée belge de 1914 à 1918, Brussel, 1920 (samen met René Lyr, Albert Devèze en Adolphe Buyl)